# Anton Geesink
Antonius Johannes „Anton” Geesink (ur. 6 kwietnia 1934 w Utrechcie, zm. 27 sierpnia 2010 tamże) – holenderski judoka. Był jednym z najbardziej legendarnych judoków w historii. Zdobył złoty medal igrzysk olimpijskich w Tokio w 1964 roku jako jedyny nie-japoński zawodnik. Triple World Champion 1961–1965 i rekord 21 tytułów Mistrzostw Europy w judo. Członek MKOl (od 1987), Hall of Fame z International Judo Federation (IJF) i 10. dan.

## Życiorys
Pochodził z biednej rodziny i w wieku 12 lat rozpoczął pracę jako robotnik na budowie. Judo zaczął uprawiać w wieku 14 lat.
Mierzący 198 cm wzrostu i ważący nawet 120 kg sportowiec po raz pierwszy w mistrzostwach Europy wystartował w 1951. Pierwszy – brązowy – medal mistrzostw świata wywalczył w 1956 w Tokio, dwukrotnie był mistrzem świata. W 1961 w Paryżu zwyciężył jako pierwszy judoka nie pochodzący z Japonii.
W 1964 judo po raz pierwszy zostało włączone do programu igrzysk i Japończycy zwyciężali w trzech z czterech rozgrywanych kategorii. W najbardziej prestiżowej, open, triumfował właśnie Holender. Jako jeden z trzech Europejczyków dostąpił zaszczytu nadania stopnia 10 dan. W 1965 w Rio de Janeiro został mistrzem w kategorii +80 kilogramów, a dwa lata później przeszedł na emeryturę.
Zagrał postać detektywa w holenderskim przygodowym dramacie kryminalnym Rififi w Amsterdamie (Rififi in Amsterdam, 1962). Z kolei Marcello Baldi powierzył mu rolę Samsona we włoskim filmie biblijnym Gedeon i 300 wojowników (I grandi condottieri, 1965) wg Księgi Sędziów 6-8 i 13-16 z udziałem Ivo Garraniego jako Gedeona i Fernando Reya w roli Anioła Pańskiego. Pojawił się też w serialach holenderskich: familijnym Pipo i Noorderzon (Pipo en de Noorderzon, 1978) jako Kletser i komediowym Jak sobie pani życzy (Zoals u wenst, mevrouw, 1984).
Był żonaty z Jans, z którą miał troje dzieci: synów - Williego i Antona oraz córkę Leni.
Zmarł 27 sierpnia 2010 w Utrechcie w wieku 76 lat.